# Geluwe
Geluwe is een dorp in de Belgische provincie West-Vlaanderen en een deelgemeente van Wervik. Geluwe was een zelfstandige gemeente tot aan de gemeentelijke herindeling van 1977. Het is gelegen ten noordoosten van het centrum van Wervik, en net buiten het centrum van de stad Menen. De uitspraak in het plaatselijke dialect luidt Hilwe.

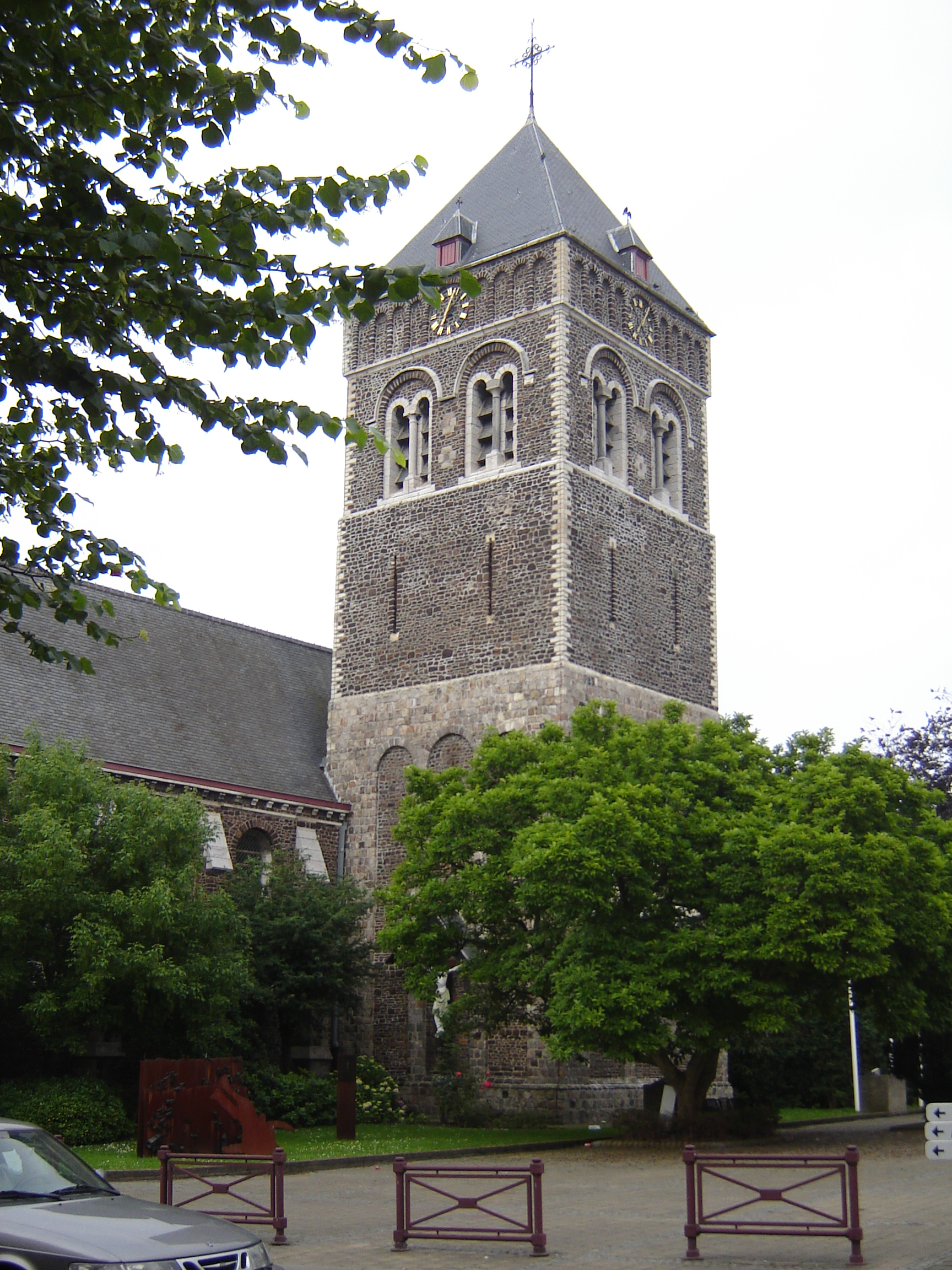
Sint-Dionysiuskerk

## Geschiedenis
Geluwe werd voor het eerst vermeld in 1085 als Geleve, wat gele rivier zou betekenen. Geluwe behoorde in de feodale tijd tot de Kasselrij Kortrijk en viel bestuurlijk uiteen in een kluwen van heerlijkheden. Een heerlijke zetel bevond zich in het Hof van Geluwe.
Vlas- en linnennijverheid behoorde tot de belangrijkste bestaansmiddelen mede door de aanwezigheid van nabije linnenmarkten, zoals in Menen, Kortrijk en Roeselare. Vanaf de 18e eeuw was ook de tabaksteelt belangrijk, geconcentreerd op het nabijgelegen Wervik.
In 1756 werd de steenweg van Ieper over Menen naar Kortrijk aangelegd. Deze loopt door Geluwe.
Tijdens de Eerste Wereldoorlog was het vooral een voorpost voor de Duitse soldaten op weg naar de Ypres Salient, en gold het als rustplaats voor hen alvorens ze naar het front vertrokken. Het dorpje, dat zich toen voornamelijk langs de Ieper-, Menen- en Wervikstraat bevond, werd zwaar beschadigd en het gehucht Terhand werd zelfs volledig verwoest.
Ook de Slag om Geluwe in het begin van de Tweede Wereldoorlog richtte grote verwoestingen aan. De kerktoren bleef echter altijd standhouden, enkel het soort dak veranderde viermaal in 30 jaar tijd. De eerste aanpassing was na een grondige renovatie, beëindigd in 1911. Tijdens de oorlogen werden ook de vier Gapers afgeschoten. Dit waren de waterafleiders van de kerktoren, de Geluwnaren danken hun bijnaam aan deze spuwers.

## Demografische ontwikkeling
- Bronnen:NIS, Opm:1831 tot en met 1970=volkstellingen; 1976 = inwoneraantal op 31 december

## Bezienswaardigheden
- De Sint-Dionysiuskerk
- Een gedenkzuil voor de burgerlijke en militaire slachtoffers van Geluwe uit de Eerste Wereldoorlog, opgericht in 1925 en ontworpen door Huib Hoste.
- Een gedenkplaat[1] en kunstwerk[2] voor William Thomas Leggett. Aangenomen wordt dat hij de eerste Australiër is die sneuvelde tijdens de Eerste Slag om Ieper in oktober 1914.
- Het gapersmonument vlak bij de kerk en de jaarlijkse Gapersfeesten
- De gedenksteen voor luitenant Lindsay Drummond, No. 1 Squadron RFC, gesneuveld op 18 mei 1917 nabij het gehucht Terhand en begraven in Cement House Cemetery.
- Voormalig woonhuis van componist Remi Ghesquiere, met gedenkplaat.

## Natuur en landschap
Geluwe ligt in Zandlemig Vlaanderen op een hoogte van 20 meter. De hoogte loopt op tot 44 meter in het gehucht Terhand.
Geluwe ligt in de vallei van de Geluwebeek (ook: Reutelbeek) welke in zuidoostelijke richting naar Menen stroomt en daar in de Leie uitmondt. Tegenwoordig is de beek in de dorpskom overwelfd.

## Politiek
Geluwe had een eigen gemeentebestuur en burgemeester tot de fusie van 1977. De laatste burgemeester was Leo Cardoen.

## Sport
Geluwe heeft een heel actief verenigings- en sportleven : getuige daarvan zijn de vele sportclubs en evenementen :
- voetbalclub KSK Geluwe die aangesloten is bij de KBVB en heeft stamnummer 1815.
- volleybalploeg Jong Gelvoc Geluwe, aangesloten is bij KWVBV (Koninklijk West-Vlaams Volleybalverbond)
- turnkring aangesloten bij de Gymfed (de gymnastiek Federatie)
- badmintonclub
- karate
- judo
- een aantal loopclubs en de organisatie van een jaarlijkse loopwedstrijd "Dwars door Geluwe"
- de organisatie van een aantal plaatselijke wielerwedstrijden
- de organisatie van een duathlon

## Bekende Geluwnaren
- Peter Bulckaen, acteur
- Carll Cneut, Vlaams illustrator
- Wouter Deprez, komiek
- Remi Ghesquiere, schrijver-dichter
- Jo Lernout, ondernemer
- Marijke Pinoy, actrice
- Henri Pype, aalmoezenier van de schippers

## Nabijgelegen kernen
Geluveld, Wervik, Menen, Dadizele, Beselare